# Métro de Gwangju
 (juillet 2025).
Gwangju est la cinquième ville de Corée du Sud à disposer d’un métro, mis en service en 2004. Il s’agit de la partie orientale d’une ligne est-ouest.

## Histoire et construction
La ville de Gwangju a planifié un réseau total de cinq lignes de métro. Mais la construction de la première, qui n’a débuté qu’en août 1996, a été retardée à plusieurs reprises. Son coût de construction est évalué à environ 1.450 milliard de won, soit autour de €1,3 milliard.

La première partie de la ligne 1 a été inaugurée le 28 avril 2004 de « Nokdong/Sotae » à Sangmu (Hôtel-de-ville). Elle comprend 14 stations pour une longueur de 11,9 km. 
L’ouverture de la seconde partie (6 stations, 8,2 km) de la ligne est prévue pour 2008.

## Technologie
Les 13 trains de quatre véhicules ont été livrés en 2003. Le matériel roulant est de fabrication coréenne, selon les standards du pays. La caisse est en aluminium, les véhicules sont climatisés. La vitesse maximale peut atteindre 100 km/h, mais la vitesse de service est de 80 km/h. 
Chaque train est formé de deux véhicules moteurs centraux, les deux autres disposant d’une cabine de conduite. Une intercirculation existe entre chaque véhicule.

## Exploitation
Le métro est ouvert au public de 5h30 à minuit. Le prix du billet est de 700 won (€0,6).

## Lignes
| Ligne Anglais | Ligne Hangeul | Terminus 1 | Terminus 2 | Nb Stations | Longueur totale en km |
|               |               |            |            |             |                       |
|               | 1호선         | Nokdong    | Pyeongdong | 20          | 20.6                  |
|               |               |            |            |             |                       |

## Matériel roulant
[modifier | modifier le code]
| Série | Livraison   | Constructeur  | Nombre de rame | Nombre de voitures par rame | Ligne desservie | Photo |
| ----- | ----------- | ------------- | -------------- | --------------------------- | --------------- | ----- |
| 1000  | 2003 - 2007 | Hyundai Rotem | 23             | 4                           |                 |       |

## Projets
La ligne 2, dont la mise en service est prévue pour 2008, partira du sud vers le nord-est. La ligne 3 sera une ligne quasi circulaire allant vers le nord-ouest. La ligne 4 sera une réelle ligne circulaire et la ligne 5 partira du centre pour atteindre la banlieue nord-ouest.